# Кубок Нордесте
Кубок Нордесте (порт. Copa do Nordeste de Futebol), также известный как Чемпионат Нордесте (порт. Campeonato do Nordeste) или Нордестан (порт. Nordestão), дословно переводится как Кубок Северо-Востока — соревнование, разыгрываемое между профессиональными футбольными клубами Северо-восточного региона Бразилии.
Называемый одним из двух самых важных региональных чемпионатов в стране, в первые годы Кубок Нордесте проводился с перерывами. Впервые организованный под названием Северо-Восточного кубка в 1994 году, турнир непрерывно проводился с 1997 по 2003 год, во время, когда он был организован под эгидой Бразильской конфедерации футбола. Затем, он снова не проводился в период с 2004 по 2012 год, за исключением 2010 года. Снова в календарь бразильского футбола Кубок был включён в 2013 году.
Обладатель Кубка Нордесте в 2014—2016 годах получал место в Южноамериканском кубке того же года, потом — в 3-м раунде Кубка Бразилии.

## История

### Начало
Турнир Жозе Америко де Алмейда Фильо
Происхождение того, что теперь является чемпионатом Нордесте, относится ко второму розыгрышу Турнира Жозе Америко де Алмейда Фильо, в котором участвовали чемпионы и вице-чемпионы шести северо-восточных штатов: Алагоаса, Баии, Параибы, Пернамбуку, Риу-Гранди-ду-Норти и Сержипи, вместе с «Волта-Редонда», приглашенным клубом из штата Рио-де-Жанейро. Первым победителем турнира стала «Витории», которая теперь является рекордсменом с пятью победами в турнире. Вице-чемпионом того розыгрыша стала «Америка» (Натал). КБФ не признает первый розыгрыш Турнира Жозе Америко де Алмейда Фильо, разыгранный в 1975 году и выигранный КРБ, в котором участвовали клубы только из трёх штатов. Так был проведён розыгрыш 1971 года, названный Северо-восточным Кубком (Чашей) и также не признанный официально главным управляющим футбольным органом Бразилии.
После розыгрыша 1976 года, Нордестан снова был проведён только в 1994 году, теперь уже под новым форматом и названием — Кубок Нордесте. Он был проведён в штате Алагоас, финал был разыграш в столице, Масейо, на стадионе «Рей Пеле», между «Спортом» и КРБ. После ничьей 0:0 в основное время, команда из Пернамбуку стала победителем в серии послематчевых пенальти со счётом 3:2.

### Организация под эгидой КБФ
В 1997 турнир стал организовываться КБФ, а клубы попадали в него с учётом их заслуг: в неём участвовали лучшие команды соответствующих штатов. В первые два года, победитель получал место в Кубке КОНМЕБОЛ следующего года. Групповой формат был упразднён, и новый Кубок был разыгран в плей-офф. «Виктория» прошла весь турнир непобеждённой, как и её соперник, «Баия». Обе команды встретились в финале, которым стал первым из трёх, в котором встречались обе команды, чьё противостояние носит название «Ба-Ви». Победу с общим счётом 4:2 по итогам двух встреч одержали «красно-чёрные», которые во второй раз стали победителями турнира и впервые при новом формате.
В 1998 году, с возвращением группового этапа, «Виктория» снова вышла в финал. На этот раз её соперником стала «Америка» из Натала. Проиграв в первом матче 1:2, клуб из Риу-Гранди-ду-Норти выиграл в Натале, со счётом 3:1 и завоевал титул.
В следующем году «Баия» завершила групповой этап без поражений и прошла в четвертьфинале и полуфинале «Америку» (Натал) и АБС, соответственно. Её соперником в финале снова стала «Витория», показавшая преимущество над другими командами на протяжении турнира. Однако, выиграв в первом матче 2-0 и проиграв в ответном с минимальным счётом 0:1, «Витория» стала первым трёхкратным обладателем Кубка и первым двукратным обладателем Кубка под новым форматом
В своём четвёртом подряд финале, в 2000 году, «Витория» встретилась со «Спортом», до того имеющего лучшую статистику в розыгрыше. После двух ничьих со счётом 2:2 победитель был определён в серии послематчевых пенальти. Им стал «Спорт»

### Самый успешный региональный турнир страны
В 2001 году была разработана новая формула турнира, по которой все 16 команд играли друг с другом по одному матчу, и четыре лучшие выходили в полуфинал. Это изменение вызвало большой приток инвестиций в турнир, и в то время у него была самая большая зрительская аудитория в стране. В двух розыгрышах, в которых была использована система розыгрыша с групповым этапом, как в 2000, лучшие команды получали место в Кубке чемпионов Бразилии.
«Баия» победила занявшую 3-е место «Форталеза», после чего во второй раз в финале встретилась с «Виторией», которая проиграла «трёхцветным» 1:3.
В 2002 в финале снова встретились «Витория» и «Баия». В первом матче «трёхцветные» одержали победу 3:1, и ничья 2:2 в ответном матче принесла «Баие» второй подряд титул.

### Отмена и возобновление
После последнего розыгрыша, который прошёл без многих лучших клубов региона, и в котором победителем в четвёртый раз стала «Витория», обыгравшая «Флуминенсе» (Фейра), турнир был отменён в 2004 году КБФ из-за отсутствия дат в ежегодном календаре, несмотря на заметный рост и важность, которые он завоевал на внутренней арене, хотя по контракту существовала договорённость о проведении ещё нескольких розыгрышей. Несколько из этих клубов подали в суд на руководящий орган бразильского футбола и выиграли дело. В начале 2010 года было заключено соглашение о возобновлении турнира с условием прекращения этого процесса. Соглашение было принято, и, таким образом, Кубок вернулся 9 июня 2010 года.
Используя в основном игроков из молодёжной команды, «Витория» вышла со второго места в полуфинал, а затем в финал (состоявший из одного матча) против новичка финальных матчей АБС. Так как АБС вышел в плей-офф с первого места, он проводил финальный матч дома, на «Фраскеране», в Натале, но проиграл со счётом 1:2 после ответных голов «красно-чёрных». Таким образом, «Витория» завоевала свой пятый Кубок.
После двух лет без розыгрыша турнира, 13 сентября 2012 года, КБФ официально объявила о возвращении турнира со следующего года, со сроками проведения с января по март. В 2014 году победитель турнира впервые получил место в Южноамериканском кубке того же года.

## Система розыгрыша
20 команд из девяти штатов разделяются на пять групп по четыре команды. Групповой этап проходит в два круга, каждая команда проводит по шесть матчей в группе. Победители своих групп напрямую получают место в четвертьфинале. Три лучших клуба среди вторых мест присоединяются к командам-участницам плей-офф. Начиная со стадии 1/4 финала игры проходят в двухматчевом поединке вплоть до финала.

## Количество команд по штатам
| Число команд | Федерация                 | Способ отбора                            |
| ------------ | ------------------------- | ---------------------------------------- |
| 3            | FBF (Баия)                | 1-я, 2-я и 3-я команды Лиги Баияно       |
| 3            | FPF (Пернамбукану)        | 1-я, 2-я и 3-я команды Лиги Пернамбукано |
| 2            | FCF (Сеара)               | 1-я и 2-я команды Лиги Сеаренсе          |
| 2            | FAF (Алагоас)             | 1-я и 2-я команды Лиги Алагоано          |
| 2            | FSF (Сержипи)             | 1-я и 2-я команды Лиги Сержипану         |
| 2            | FPF (Параиба)             | 1-я и 2-я команды Лиги Параибану         |
| 2            | FNF (Риу-Гранди-ду-Норти) | 1-я и 2-я команды Лиги Потигуар          |
| 2            | FMF (Мараньян)            | 1-я и 2-я команды Лиги Мараньенсе        |
| 2            | FFP (Пиауи)               | 1-я и 2-я команды Лиги Пиауиенсе         |

## Розыгрыши
*: титулы не были признаны КБФ.

## Титулы

### По клубам
| Клуб                          | Победы                           | 2-е место                        | 3-е место            | 4-е место            |
| ----------------------------- | -------------------------------- | -------------------------------- | -------------------- | -------------------- |
| Витория                       | 5 (1976, 1997, 1999, 2003, 2010) | 3 (1998, 2000, 2002)             | 1 (2015)             | 1 (2017)             |
| Баия                          | 4 (2001, 2002, 2017, 2021)       | 5 (1997, 1999, 2015, 2018, 2020) | 3 (1994, 1998, 2016) | 0                    |
| Спорт                         | 3 (1994, 2000, 2014)             | 4 (2001, 2017, 2022, 2023)       | 1 (1999)             | 3 (1997, 2015, 2016) |
| Сеара                         | 3 (2015, 2020, 2023)             | 1 (2014)                         | 1 (1997)             | 2 (2013, 2018)       |
| Форталеза                     | 2 (2019, 2022)                   | 0                                | 2 (2013, 2020)       | 1 (2001)             |
| Кампиненсе                    | 1 (2013)                         | 1 (2016)                         | 0                    | 0                    |
| Америка (Натал)               | 1 (1998)                         | 1 (1976)                         | 0                    | 1 (2003)             |
| Санта-Круз                    | 1 (2016)                         | 0                                | 1 (2017)             | 3 (2002, 2014, 2019) |
| КРБ                           | 1 (1975)                         | 1 (1994)                         | 0                    | 0                    |
| Сампайо Корреа                | 1 (2018)                         | 0                                | 0                    | 1 (1971)             |
| Итабаяна                      | 1 (1971)                         | 0                                | 0                    | 0                    |
| Ботафого (Жуан-Песоа)         | 0                                | 2 (1975, 2019)                   | 0                    | 2 (1976, 1998)       |
| АБС                           | 0                                | 1 (2010)                         | 3 (1976, 2003, 2018) | 1 (1975)             |
| Ферровиарио                   | 0                                | 1 (1971)                         | 0                    | 0                    |
| Флуминенсе (Фейра-ди-Сантана) | 0                                | 1 (2003)                         | 0                    | 0                    |
| АСА                           | 0                                | 1 (2013)                         | 0                    | 0                    |
| Наутико                       | 0                                | 0                                | 3 (2001, 2002, 2019) | 0                    |
| Трези                         | 0                                | 0                                | 1 (1975)             | 1 (2010)             |
| ССА                           | 0                                | 0                                | 1 (2010)             | 1 (1999)             |
| Фламенго (Терезина)           | 0                                | 0                                | 1 (1971)             | 0                    |
| Сержипи                       | 0                                | 0                                | 1 (2000)             | 0                    |
| Крузейро (Арапирака)          | 0                                | 0                                | 0                    | 1 (1994)             |
| Посойнс                       | 0                                | 0                                | 0                    | 1 (2000)             |
| Конфьянса                     | 0                                | 0                                | 0                    | 1 (2020)             |

### По штатам
| Штат                | Победы | 2-е место | 3-е место | 4-е место |
| ------------------- | ------ | --------- | --------- | --------- |
| Баия                | 8      | 9         | 4         | 2         |
| Пернамбуку          | 4      | 2         | 6         | 5         |
| Сеара               | 3      | 2         | 2         | 4         |
| Параиба             | 1      | 3         | 1         | 3         |
| Риу-Гранди-ду-Норти | 1      | 2         | 4         | 2         |
| Алагоас             | 1      | 2         | 1         | 2         |
| Сержипи             | 1      | 0         | 1         | 1         |
| Мараньян            | 1      | 0         | 0         | 1         |
| Пиауи               | 0      | 0         | 1         | 0         |